# Oligostigma aristodora
Oligostigma aristodora là một loài bướm đêm trong họ Crambidae.